# Ogema (Saskatchewan)
Pour les articles homonymes, voir Ogema.
Ogema est une ville située dans le sud de la Saskatchewan au Canada. Elle se trouve à approximativement 115 km au sud de la capitale de la Saskatchewan, Regina. Ogema se trouve à mi-chemin entre Weyburn et Assiniboia sur l'Highway 13.
Au recensement de 2006, on y a dénombré une population de 304 habitants.

## Géographie
Ogema se trouve à 49° 34′ 32″ N, 104° 54′ 58″ O

## Histoire
Les premiers résidents arrivèrent en 1908. Toutefois ce n'est pas avant 1911 qu'un bureau de poste fut établi avec le nom d'Ogema. Ogema a été incorporé en tant que ville en 1912 quand la population a dépassé les 500 habitants. Certains résidents viennent de l'Ontario; certains des États-Unis, des îles Britanniques ou d'ailleurs en Europe. Les pionniers ont choisi le nom d'Omega, qui est un mot grec signifiant fin, puisque la ville était alors le terminus d'une voie de chemin de fer. Lors de l'enregistrement du nom de la ville, les autorités s'aperçurent qu'il y avait une autre ville portant ce nom et avoir deux communautés du même nom était interdit. Les résidents changèrent donc le nom d'Omega en Ogema, qui donne à la ville un nom original tout en gardant les mêmes lettres qu'au départ. Le nom d'Ogema est un mot de la langue crie qui signifie grand chef.

## Démographie
| 2001 | 2006 | 2011 | 2016 |
| ---- | ---- | ---- | ---- |
| 292  | 304  | 368  | 403  |

## Référence
1. ↑  Statistique Canada : Recensement 2006 : Ogema
2. ↑  « Statistique Canada - Profils des communautés de 2006 -   Ogema » (consulté le 31 mai 2020)
3. ↑  « Statistique Canada - Profils des communautés de 2016 -   Ogema » (consulté le 31 mai 2020)

- (en) Cet article est partiellement ou en totalité issu de l’article de Wikipédia en anglais intitulé « Ogema, Saskatchewan » (voir la liste des auteurs).